# Râul Larga Mare, Sebeș
Râul Larga Mare este un curs de apă, afluent al râului Sebeș. Râul se formează la confluența brațelor Valea Oilor și Cerbu.

## Hărți
- Harta Județul Sibiu
- Harta Munții Lotrului  Arhivat în 6 mai 2008, la Wayback Machine.
- Harta Munții Cibin  Arhivat în 30 martie 2010, la Wayback Machine.
- Harta Munții Cindrelului [nefuncțională – arhivă]